# De Zwarte Rotsen
De Zwarte Rotsen (originele, Franse, titel: L'Île Noire) is het zevende album uit de reeks Kuifjesstrips van de Belgische tekenaar Hergé (1907-1983).

## Bekende personages die geïntroduceerd worden
- Dokter Müller keert terug in de verhalen Kuifje en het Zwarte Goud en Cokes in voorraad.

## Verhaal
Kuifje wordt neergeschoten als hij zijn hulp aanbiedt aan de piloot van een defect vliegtuig zonder kenteken. Later hoort hij dat ditzelfde vliegtuig neergestort is in Eastdown (Sussex), waarop hij besluit naar Engeland te vertrekken. Op het treinstation wordt Kuifje herkend door de bendeleider Wronzoff en diens rechterhand, die onderweg de trein stilzetten en Kuifje beschuldigen van een overval. Jansen en Janssen, die ook onderweg waren om voor Interpol de zaak van het vliegtuig te onderzoeken, arresteren Kuifje, maar hij ontsnapt. Eenmaal in Engeland trachten de twee bandieten Kuifje te vermoorden, maar dit mislukt ook.
Vanaf het vliegtuigwrak volgen Kuifje en zijn hond Bobbie een spoor het bos in. Ze ontdekken de verborgen kleding van de piloten, met daarin een verscheurde brief in codetaal met de naam Müller. Onderweg naar Eastdown stuit Kuifje bij toeval op de villa van een zekere dr. J.W. Müller. Kuifje gelooft niet in toeval, dus sluipt hij de tuin in, waar hij door Müller en diens chauffeur Ivan gevangengenomen wordt. Müller is het hoofd van een psychiatrische kliniek. Hij wil Kuifje daar weg laten stoppen, onder voorwendsel dat Kuifje aan een psychische stoornis zou lijden. Er breekt een gevecht uit, waarbij het huis van Müller in brand vliegt. Ondanks de onhandigheid van de brandweerlui en een poging van Müller om de brandslang te saboteren, wordt Kuifje op het nippertje gered. Müller zelf weet te ontkomen.
De volgende dag keert Kuifje terug naar de afgebrande villa. In het omliggende park ontdekt hij dat er drie rode lampen in de bomen hangen, geplaatst in driehoeksvorm. Dit moet volgens hem de code uit de brief zijn en is ongetwijfeld een signaal aan de vliegtuigen van de bende. 's Avonds ontsteekt Kuifje de lampen om te zien of dit resultaat zal hebben. Dr. Müller en Ivan keren echter terug om de lading op te halen, zodat ze daarna kunnen vluchten. Uiteindelijk ontsnappen ze met een van de drie zakken, die vals geld blijken te bevatten. Tijdens de achtervolging raakt Kuifje ze kwijt. Later ziet hij het wrak van hun auto, die tegen een boom gereden is. De twee misdadigers zetten hun reis per trein voort. Als ze Kuifje zien, vluchten ze naar de locomotief, die ze loskoppelen van de rest van de trein. Kuifje rijdt snel mee op een goederentrein, die stopt als men de gekaapte locomotief, met een bewusteloze machinist ontdekt. Met behulp van Bobbie volgt Kuifje het spoor naar een klein hotel. Jansen en Janssen blijken hier ook te zijn en willen Kuifje weer aanhouden, maar hij haalt hen over hem te helpen de twee schurken te vangen. Dr. Müller en Ivan vluchten met een gestolen vliegtuig en Kuifje en Bobbie volgen hen met een ander. Ook Jansen en Janssen willen volgen, maar laten het vliegtuig besturen door een man zonder enige vliegervaring.
Tijdens de achtervolging komt er mist opzetten en Kuifjes piloot moet een noodlanding maken, waarbij hij een hek raakt en Kuifje een licht ongeluk krijgt. Ze blijken geland in Schotland en een oude man biedt hen onderdak aan. 's Avonds horen ze op de radio dat de restanten van het vliegtuig van dr. Müller in zee zijn gevonden bij Kiltoch. De volgende avond bereikt Kuifje Kiltoch. Een oude man weet zeker dat dr. Müller en Ivan gedood zijn door het "monster van de Zwarte Rotsen", aangezien al vaker mensen verdwenen zijn op dat eiland.
Kuifje vertrekt de volgende ochtend naar de Zwarte Rotsen. In de kasteelruïne stuit hij op een woeste gorilla, Ranko, die getraind blijkt te zijn door Wronzoff. Kuifje wordt een hol in gejaagd, terwijl de vloed opkomt en de grot dus dreigt vol te lopen. Op zoek naar een uitweg ontdekt Kuifje een spleet naar boven. Via deze spleet komt hij uit in het schuilhol van valsemunters, die hij een voor een overmeestert, inclusief Ivan en dr. Müller. Via een radiozender kan Kuifje contact opnemen met de Schotse politie. Voordat die ter plekke is volgt er nog een laatste confrontatie tussen Kuifje en de bendeleden, die met hulp van Wronzoff ontsnapt zijn. Uiteindelijk wordt de hele bende gearresteerd. Ranko wordt aan London Zoo geschonken.

## Publicaties
Het stripverhaal werd voor het eerst gepubliceerd in de jeugdbijlage Le Petit Vingtième van de Brusselse krant Le Vingtième Siècle. Het verscheen wekelijks van 15 april 1937 tot en met 16 juni 1938. Bij deze eerste uitgave was er niet echt sprake van een titel. De strip werd telkens over twee bladzijden afgedrukt met elk drie stroken en deels in de kleuren groen, zwart en rood.
De eerste albumversie dateert van 1938 en de eerste kleurenversie verscheen in 1943. De Nederlandse vertaling kwam uit in 1946. Een nieuwe vertaling verscheen in 1956. Het is het tweede Kuifjealbum dat vertaald werd naar het Nederlands. In 1966 is het album volledig hertekend door Studios Hergé.
Hergé tekende in deze recente versie slechts de personages, terwijl onder zijn toezicht de achtergronden en andere elementen hertekend werden door onder andere Bob De Moor. Dit was op verzoek van de Engelse uitgevers, omdat zij de voorstelling van Groot-Brittannië in het origineel niet overeenkomstig de realiteit achtten. De versie uit 1966 is de versie die sindsdien in de reguliere Kuifjereeks is opgenomen. In 1984 verscheen een nieuwe Nederlandse vertaling. De originele zwart-witversie met Nederlandse vertaling verscheen in 1991.

## Achtergrond
Het verhaal speelt zich grotendeels af in Groot-Brittannië. Toen het plan werd opgevat om het album op de Engelse markt uit te brengen, kwam de Britse uitgever Methuen met exact 131 tekenfouten die volgens de Britten eerst aangepast moesten worden. Veel details kwamen namelijk niet overeen met de realiteit. Zo had Hergé in de eerste kleurenversie nog stoomlocomotieven getekend, maar die reden er niet meer. Hergés assistent Bob De Moor werd erop uitgestuurd om in Engeland en Schotland landschappen, voertuigen en gebouwen waarheidsgetrouw vast te leggen. Na zijn terugkomst tekenden Hergé en De Moor met potlood een nieuwe versie, die eerst aan Methuen werd voorgelegd voordat tot inkten werd overgegaan. Dit herzieningsproject nam liefst twee jaar in beslag.
De Pacific-stoomlocomotief uit de Princess-reeks werd vervangen door een dieselelektrisch aangedreven locomotief die gelijkt op een Type 122 en 125. De stoomlocomotief op pagina drie van de versie van 1943 is een Mikado type 141. De stoomlocomotief van de goederentrein waarop Kuifje en Bobbie plaatsnemen, werd omgeruild voor een diesellocomotief uit de Warship-klasse. In de eerste kleurenuitgave zitten Kuifje en Bobbie op een wagon met het opschrift Johnnie Walker-whisky. In de tweede uitgave werd dat er een met het opschrift Loch Lomond-whisky, naar het favoriete merk van kapitein Haddock. Voor een andere diesellocomotief is een BB Type 120, of een soortgelijke reeks, als voorbeeld gebruikt. Op pagina dertig van de laatste tekenversie bevindt Kuifje zich op en in een naar de werkelijkheid getekende Britse passagierswagon van het type Mark 1. Het uniform van de Britse treinconducteur op pagina drie werd ook door De Moor aangepast. Hij kreeg onder meer een Franse uniformpet, maar behield zijn Belgische insignes. Toen De Moor in Engeland verbleef, logeerde hij in Bishop's Stortford bij de Kuifje-vertaler Michael Turner. De loopbrug op pagina dertig is die van het treinstation van Bishop's Stortford. British Rail beklaagde zich na de uitgave van de Engelstalige publicatie bij Methuen dat Kuifje vanaf die loopbrug op een trein was gesprongen. Volgens British Rail gaf Kuifje daarmee een slecht voorbeeld aan de jeugd. Ook vond het staatsbedrijf dat de hond Bobbie (in de Engelstalige versie Snowy) aangelijnd moest worden.

### Kasteel
Het kasteel op de Zwarte Rotsen is gebaseerd op verschillende bestaande kastelen, onder meer op Vieux-château de l'Île d'Yeu in Frankrijk en Lochranza Castle in Schotland. De hoogste toren is geïnspireerd op een van Arundel Castle in West Sussex.

## Et doenker ejland
In 2007 werd er een versie van de eerste kleureneditie van De Zwarte Rotsen uitgegeven in het Oostends dialect. Dit album is Et doenker ejland.